# (21634) Huangweikang
(21634) Huangweikang ist ein Asteroid des inneren Hauptgürtels, der am 14. Juli 1999 an der Lincoln Laboratory Experimental Test Site (ETS) (IAU-Code 704) in Socorro, New Mexico im Rahmen des Projektes Lincoln Near Earth Asteroid Research (LINEAR) entdeckt wurde. Unbestätigte Sichtungen des Asteroiden hatte es schon vorher gegeben: am 31. Oktober 1975 (1975 UE1) am Karl-Schwarzschild-Observatorium im Tautenburger Wald und 1998 (1998 HZ133) am Lincoln Laboratory Experimental Test System.
Mittlere Sonnenentfernung (große Halbachse), Exzentrizität und Neigung der Bahnebene des Asteroiden entsprechen der Flora-Familie, einer großen Gruppe von Asteroiden, die nach (8) Flora benannt ist. Asteroiden dieser Familie bewegen sich in einer Bahnresonanz von 4:9 mit dem Planeten Mars um die Sonne. Die Gruppe wird auch Ariadne-Familie genannt, nach dem Asteroiden (43) Ariadne.
(21633) Hsingpenyuan wurde am 22. August 2005 nach Huang Wei-Kang (* 1986) benannt, einem Schüler der Municipal Lishan Senior High School aus Taipeh, Taiwan, dafür, dass er bei der Intel International Science and Engineering Fair 2005, einem voruniversitären Forschungswettbewerb, in der Kategorie Environmental Sciences Team Project (Gruppenprojekt in den Umweltwissenschaften) mit seinem Mitschüler Hsing Pen-Yuan den ersten Preis erhalten hatte. Sein Projekt hatte den Titel Enhanced Cooling of Microelectronic Devices by Using the Thermoacoustic Effect (Optimierte Kühlung von mikroelektronischen Komponenten durch Verwendung des thermoakustischen Effekts). Sie qualifizierten sich mit dem Gewinn für den European Union Contest for Young Scientists 2005, der in Moskau stattfand.